# Aclosmation rufum
Aclosmation rufum är en stekelart som beskrevs av Ian D. Gauld 1984. Aclosmation rufum ingår i släktet Aclosmation och familjen brokparasitsteklar. Inga underarter finns listade i Catalogue of Life.